# Quentin Dickinson
Pour les articles homonymes, voir Dickinson.
Quentin Dickinson est un journaliste franco-britannique, ayant travaillé pour RTL Télévision et à Radio France.

## Biographie
Formé au Royaume-Uni, en Suisse, et en Belgique, Quentin Dickinson est juriste, spécialiste de l’histoire politique contemporaine. Il a travaillé pour la chaîne de télévision luxembourgeoise RTL Télévision.
Journaliste à Radio France, il a été chargé de mission auprès du directeur de l’Information et délégué aux opérations exceptionnelles.
Nommé depuis 2001 directeur des Affaires européennes, Quentin Dickinson est le directeur du bureau de Bruxelles, rédaction commune à Radio France et à Radio France internationale. Il est correspondant permanent à Bruxelles.
Auditeur de l’IHEDN, il est maître de conférences à l’ÉNA.
En 2014, il est candidat sur les listes MoDem-UDI pour les élections européennes dans la circonscription Est, en deuxième position derrière la sortante Nathalie Griesbeck.
Quentin Dickinson est lauréat du Prix Richelieu en 2010.

## Publication
- La communication sur l'Europe - Regards croisés de Eric Mamer, Caroline Lambert, Gilles Gantelet et Quentin Dickinson, CEES 2007.  (ISBN 978-2110974051)